# Nadine Vincent
Nadine Vincent  née en 1968 est une linguiste et lexicographe québécoise. Elle étudie les diverses variations de la langue française dans le monde et le rôle normatif des dictionnaires qui ne prennent pas toujours en compte les variations nationales.

## Biographie
Nadine Vincent est la fille de l'anthropologue Sylvie Vincent et du syndicaliste québécois Denis Vincent. Elle détient un doctorat en linguistique de l'Université de Sherbrooke. À partir de l'an 2000, elle travaille au sein du groupe de recherche Franqus, qui a produit le dictionnaire de langue générale Usito, en ligne depuis mars 2013 et auquel on « rajoute des mots toutes les semaines », dynamisant ainsi « la langue et les usages ». Elle critique les dictionnaires publiés en France métropolitaine, ne reflétant pas toujours la langue française parlée par la société du Québec. Elle déplore également l’entrée dans le français québécois, d’anglicismes adoptés par la France aux dépens d’expressions déjà existantes dans la langue française, ce qui semble un paradoxe pour un groupe ethnique qui lutte pour sa langue dans un contexte géographique majoritairement anglophone. Elle est professeure au Département des lettres et communications de l'Université de Sherbrooke.
Avant d'ouvrir à Montréal le café-théâtre L'Aparté en décembre 1999, elle était responsable des communications au Théâtre de Quat'Sous. Elle est connue comme cofondatrice et membre du groupe humoristique Les Zapartistes, lauréat en 2004 du Prix Gémeaux du meilleur texte pour une émission d'humour, de variétés ou un talk show.